# Rio Mourão
Der Rio Mourão ist ein Fluss im Inneren des brasilianischen Bundesstaats Paraná.

## Etymologie und Geschichte

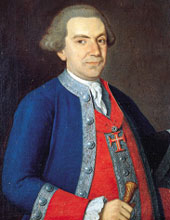
Luís António de Sousa Botelho Mourão

Der Generalkapitän des neuerrichteten Kapitanats São Paulo, Luís António de Sousa Botelho Mourão (auch unter seinem Titel Morgado de Mateus bekannt) ließ in den Jahren 1768 bis 1771 sechs Expeditionen zur Erkundung des Landesinneren im Süden des Kapitanats aussenden. Mit dem Ziel Rio Paraná durchquerte die Bandeira von Hauptmann Estevão Ribeiro Baião 1768 das Gebiet zwischen Rio Ivaí und Rio Piquiri. Sie nannten das Gebiet nach ihrem Generalkapitän Campo do Mourão. Hieraus entstand der Name der größten Stadt des Gebiets, Campo Mourão und auch der Name des Flusses.
Die Region entwickelte sich langsam, es entstanden nur einzelne Weiler und kleine Dörfer. Erst 1903 wurde mit der Ankunft einiger Siedlerfamilien in Campo Mourão eine neue Phase der Besiedlung eingeleitet.

## Geografie

### Lage
Das Einzugsgebiet des Rio Mourão befindet sich auf dem Terceiro Planalto Paranaense (Dritte oder Guarapuava-Hochebene von Paraná) im Gebiet südlich von Maringá nahe der Wasserscheide zwischen Rio Ivaí und Rio Piquiri.

### Verlauf
Sein Quellgebiet liegt im Munizip Mamboré auf 792 m Meereshöhe etwa 10 km südöstlich der Ortschaft Mamboré in der Nähe der PR-249.
Der Fluss verläuft in nördlicher Richtung.

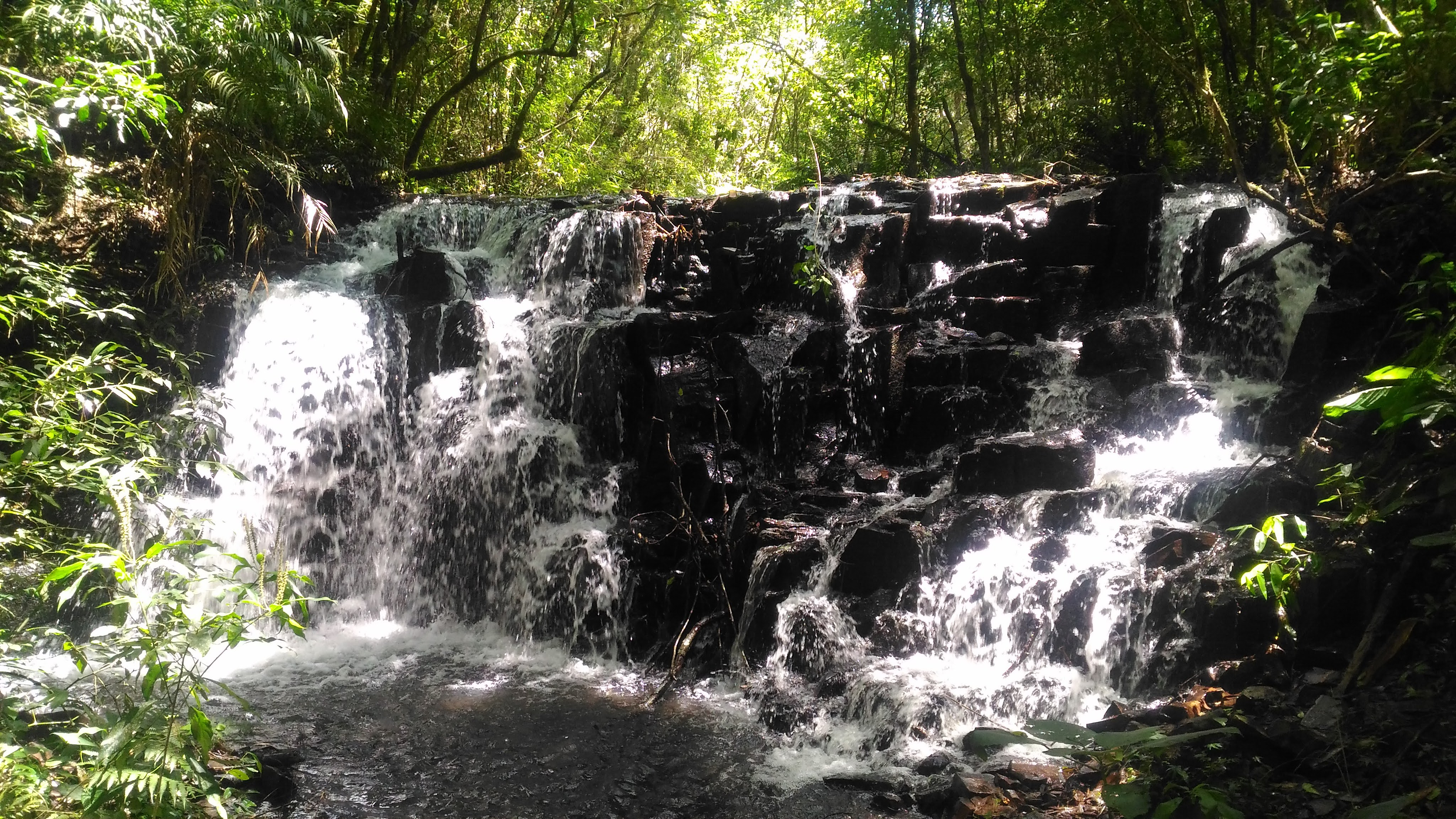
Wasserfall im Parque do Lago Azul an der BR-387 nahe der Staumauer der UHE Rio Mourão I

In seinem Oberlauf durchfließt er die Munizipien Mamboré und Luiziana. Auf 581 m Höhe wird er für das Kraftwerk Mourão I (8 MW) aufgestaut. Anschließend durchfließt er den Parque Estadual Lago Azul bis zur Talsperre des Kraftwerks Salto Natal auf 503 m Höhe.
Kurz vor seiner Mündung liegt linkerhand die Estância Mandituba do Ivaí, eine Ferienhaus- und Freitzeitsiedlung mit unmittelbarem Zugang zum Rio Ivaí, die bei Anglern und Wassersportlern beliebt ist. Er fließt zwischen den Munizipien Engenheiro Beltrão und Quinta do Sol von links auf 278 m Höhe in den Rio Ivaí.
Die Entfernung zwischen Ursprung und Mündung beträgt 81 km. Er ist 157 km lang. Er entwässert ein Einzugsgebiet von 1652 km2.

### Munizipien im Einzugsgebiet
Die Liste der Munizipien umfasst nach dem Quellort Mamboré
- rechts: Luiziana, Quinta do Sol
- links: Campo Mourão, Peabiru, Engenheiro Beltrão

### Zuflüsse
Die wichtigsten der Nebenflüsse sind:
- rechts: Rio Sem Passo, Córrego Água Sumida
- links: Rio Ranchinho, Rio do Campo[4]

## Wirtschaft

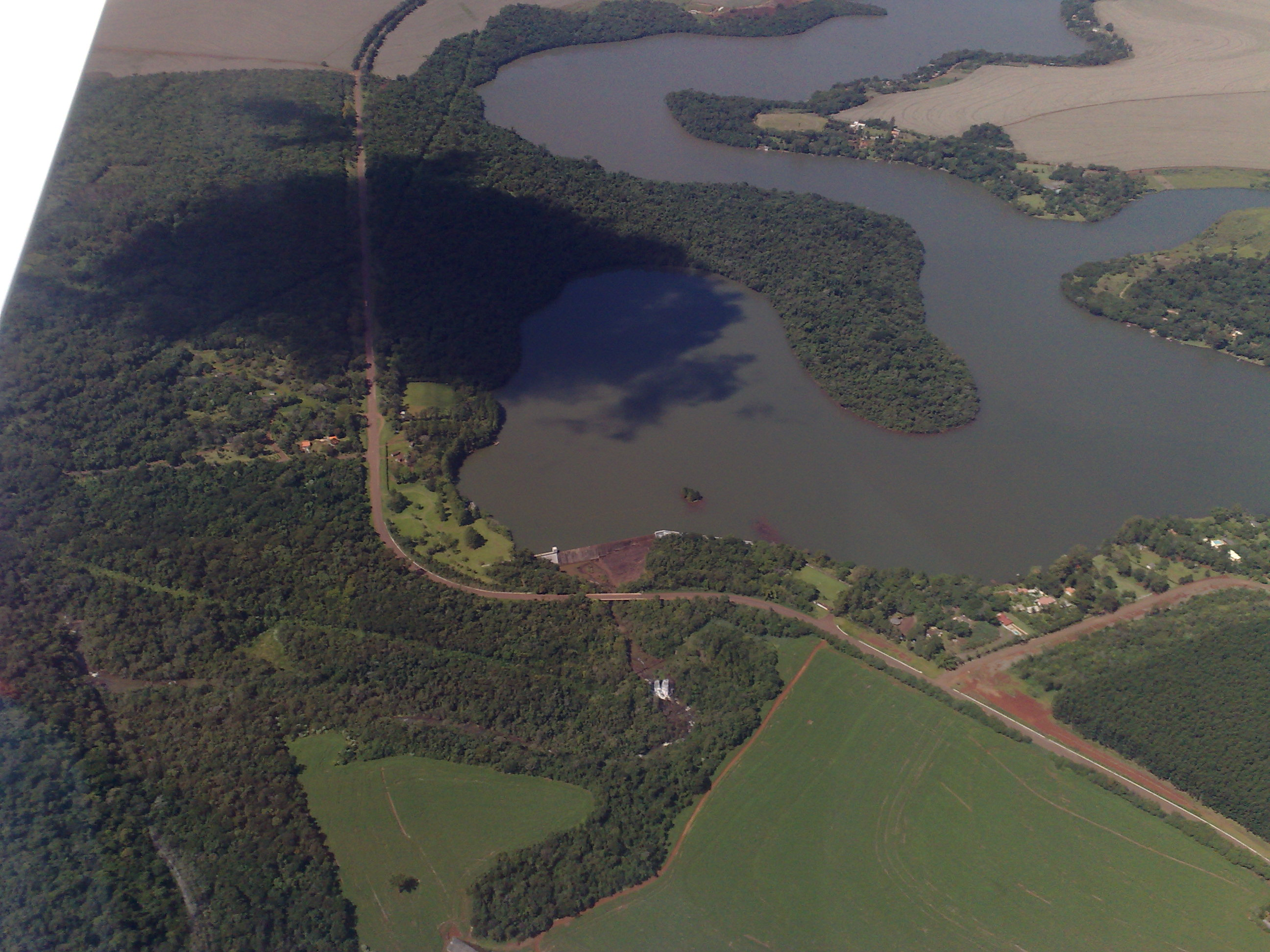
Rio Mourão: aufgestaut für das Wasserkraftwerk Mourão I

### Wasserkraftwerke
- UHE Mourão I (581 Höhenmeter), aufgestaute Fläche von 12,7 km2[6]
- PCH Salto Natal (503 Höhenmeter)[4]

### Bodennutzung
Das Einzugsgebiet des Rio Mourão war ursprünglich mit Cerrado (Savanne) und Atlantischem Regenwald bedeckt, der aber nur noch unmittelbar am Ufer des Flusses und im Staatspark vorhanden ist. Die heutige Nutzung hat ihren Schwerpunkt auf der Weidewirtschaft, dem Anbau großflächiger Kulturen wie Soja und der Aufforstung mit schnellwachsendem Holz wie Eukalyptus.

## Natur und Umwelt

### Wasserfälle
- Salto do Rio Mourão (513 Höhenmeter)
- Cachoeira Silvolândia (508 Höhenmeter)

## Schutzgebiete
Das Umweltschutzgebiet Parque Estadual Lago Azul am Oberlauf des Rio Mourão wurde 1997 eingeweiht. Auf seinen 17 km2 beherbergt es rund um den Stausee des Kraftwerks UHE Mourão I eine weit gespannte Biodiversität. Seinen Namen (deutsch: Blauer See) erhielt es von dem Stausee. Auf dem See werden Wassersportarten wie Jet-Ski, Wasserski, Motorbootfahren, Kanufahren und Hobbyangeln betrieben.